# Poštovní schránka

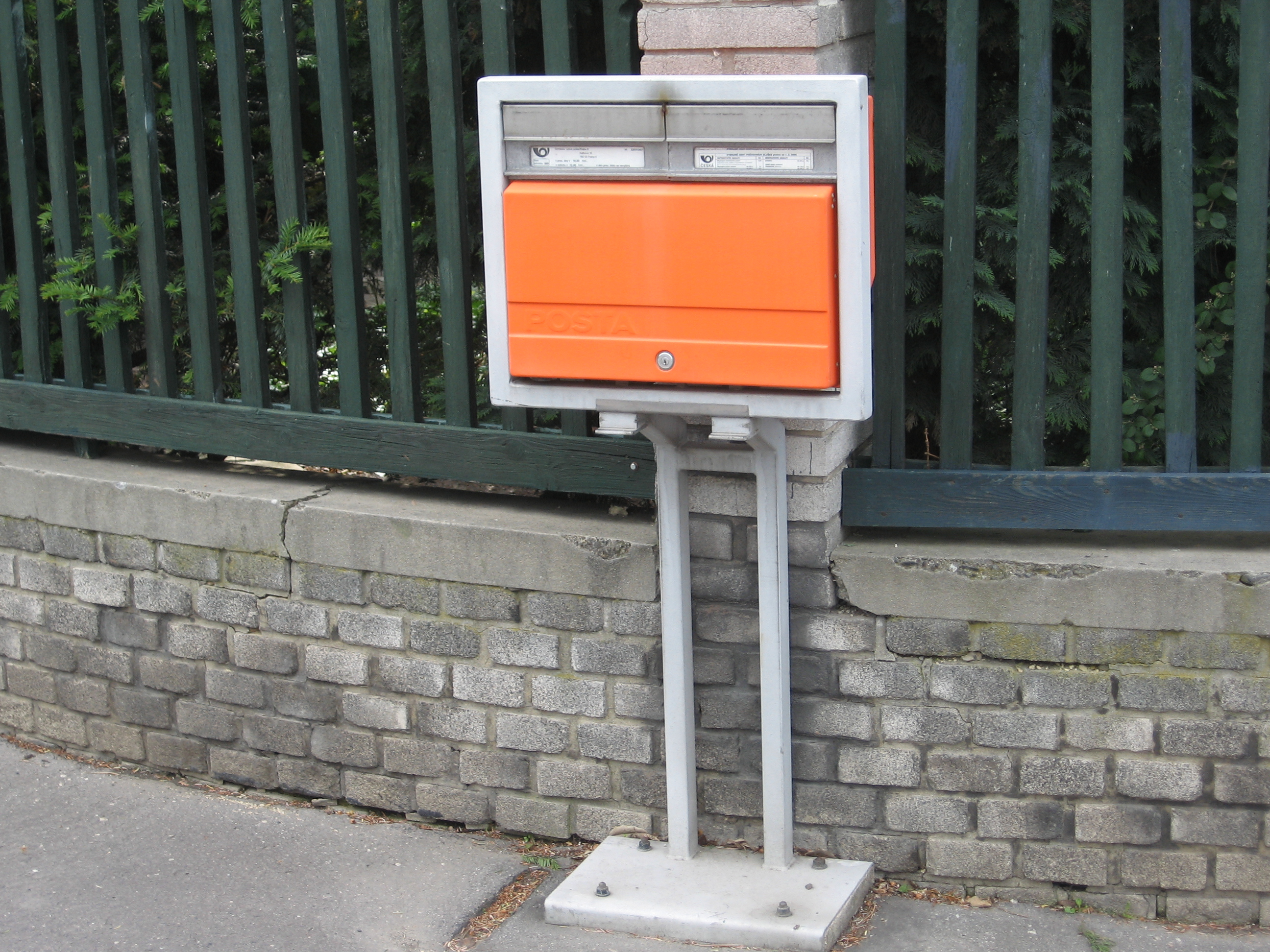
Česká poštovní schránka Variel SL II

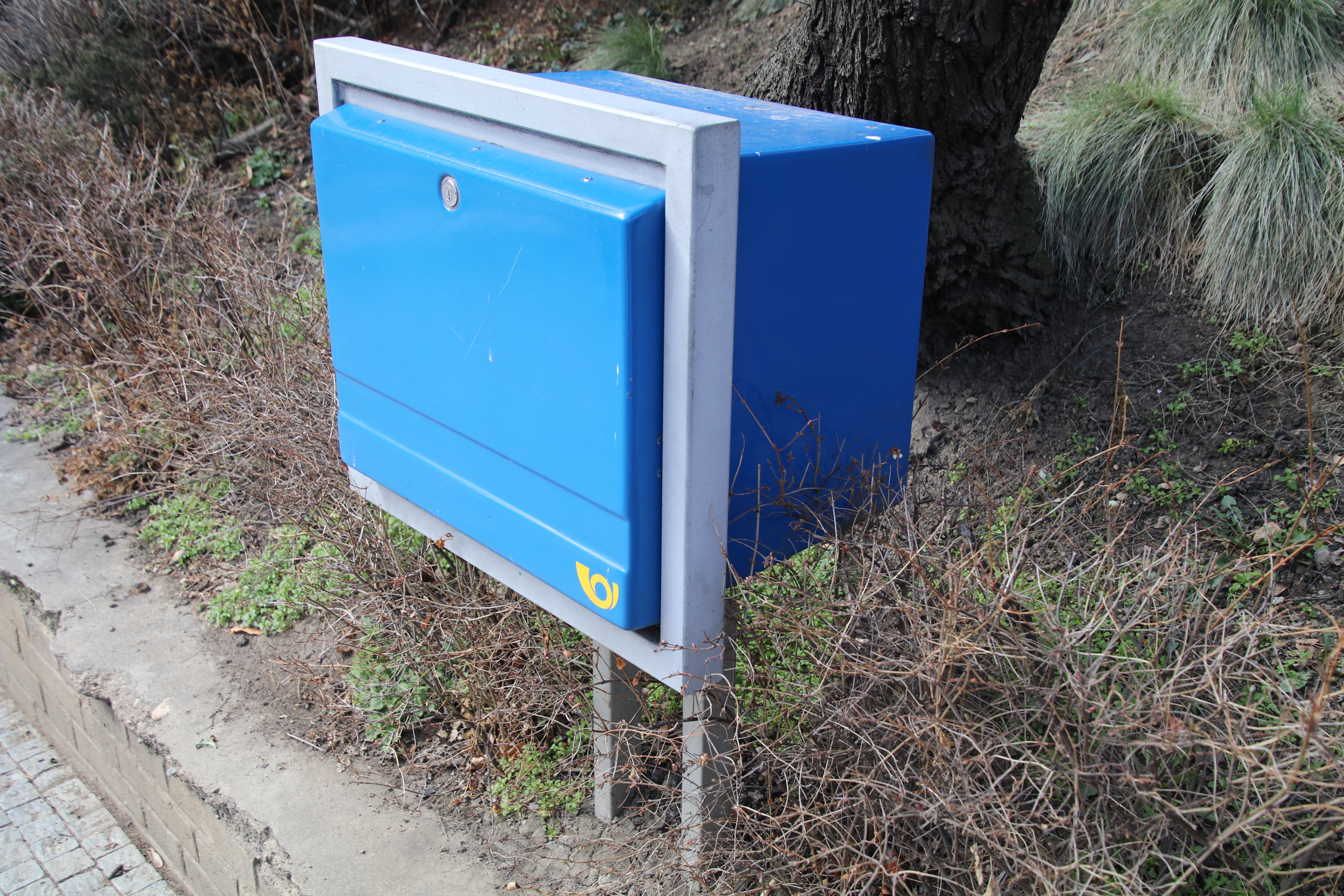
Odkládací schrána České Pošty.

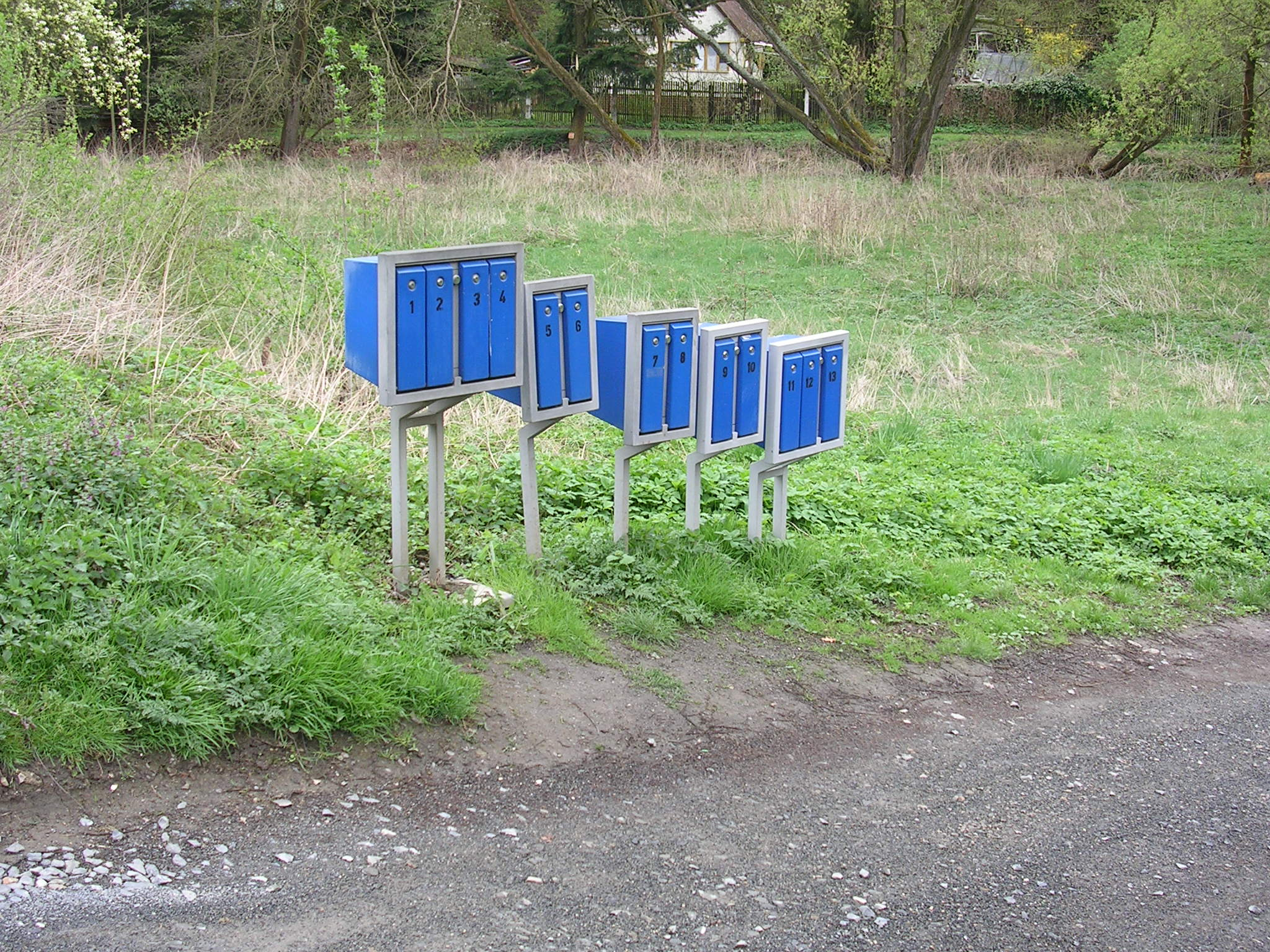
Doručovací listovní schránky České pošty, Variel SL III/4 a SL III/2

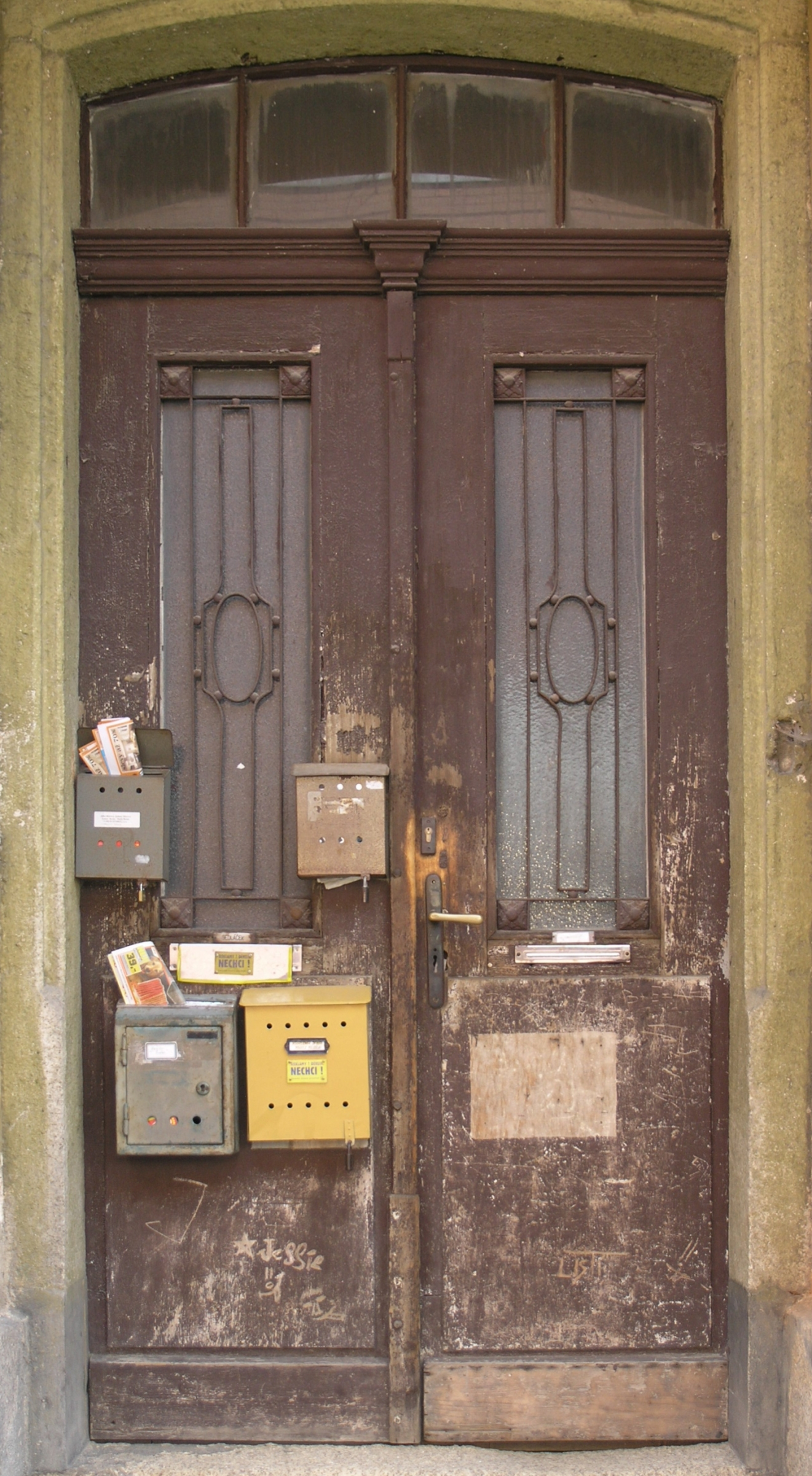
Soukromé domovní doručovací schránky v Jablonci nad Nisou

Poštovní schránka je označení s několika významy: 
- schránka pro shromažďování odesílané pošty; schránka patří poštovní organizaci, která ji vybírá a obsah zpracovává; v dokumentech České pošty a Českého telekomunikačního úřadu se termínem „poštovní schránka“ rozumí pouze tyto schránky
- domovní schránka je v terminologii České pošty schránka pro příjem pošty v domě nebo u domu či jiného sídla adresáta, která obvykle patří adresátovi nebo majiteli budovy
- dodávací schrána je v terminologii České pošty uzamykatelná přihrádka, jaké zřizuje pošta například na hlavní návsi nebo u hlavní silnice v některých oblastech, kde nedoručuje zásilky až do domů, plní funkci obdobnou domovním schránkám nebo poštovním přihrádkám
- poštovní přihrádka: schránka pro shromažďování pošty přímo na poštovním úřadu pro adresáta, který si nepřeje doručování pošty na svoji adresu a vyzvedává si zásilky na poště
- odkládací schrána slouží pro vnitřní potřebu pošty: například k tomu, že motorizovaný pracovník pošty do ní uloží zásilky pro pěšího doručovatele v sídelním celku vzdáleném od poštovní služebny

Poštovní schránka pro příjem odesílané pošty je zpravidla uzavřená nádoba s otvory pro vhazování listovních zásilek (dopisnic, pohlednic, korespondenčních lístků apod.). Poštovní schránky bývají připevněny na zdech budov, případně stojí na stojanech a na dalších místech. Na schránce bývají uvedeny informace o časech vybírání, tarifech a poštovní provozovně, která má příslušnou schránku na starosti. Poštovní schránky pravidelně vybírají pracovníci pošty, kteří mají zvláštní klíče. Zásilky se na poštovní provozovně opatří razítkem a předají do třídíren.
V různých zemích mívají schránky jednotnou barvu a tvar, i když to není pravidlem. Oranžové jako v Česku jsou také v Estonsku. V Polsku jsou schránky oranžové, do 90. let bývaly také zelené pro místní korespondenci na území města, která byla levnější (viz též Polská pošta). Ve Švýcarsku, Švédsku či Německu jsou žluté. V dobách německého císařství byly německé poštovní schránky modré. Ve Velké Británii se rozlišuji schránky podle konstrukce na sloupové (pillar box), nástěnné (wall box), připevněné na sloupy pouličního osvětlení (lamp box). Ve Spojených státech amerických, kde není monopol na poštovní služby, bývají schránky rozmanité.

## Poštovní schránky v České republice
V České republice se poštovní schránkou rozumí zařízení pošty určené pro podávání obyčejných poštovních zásilek. Každá schránka má být opatřena štítkem s informacemi o dnech a časech výběru, názvem poštovního operátora a poštovní provozovny (poštovního úřadu), která schránku vybírá, její adresou a telefonním číslem a vybraných cenách základních služeb.

### Požadavky na umístění schránek

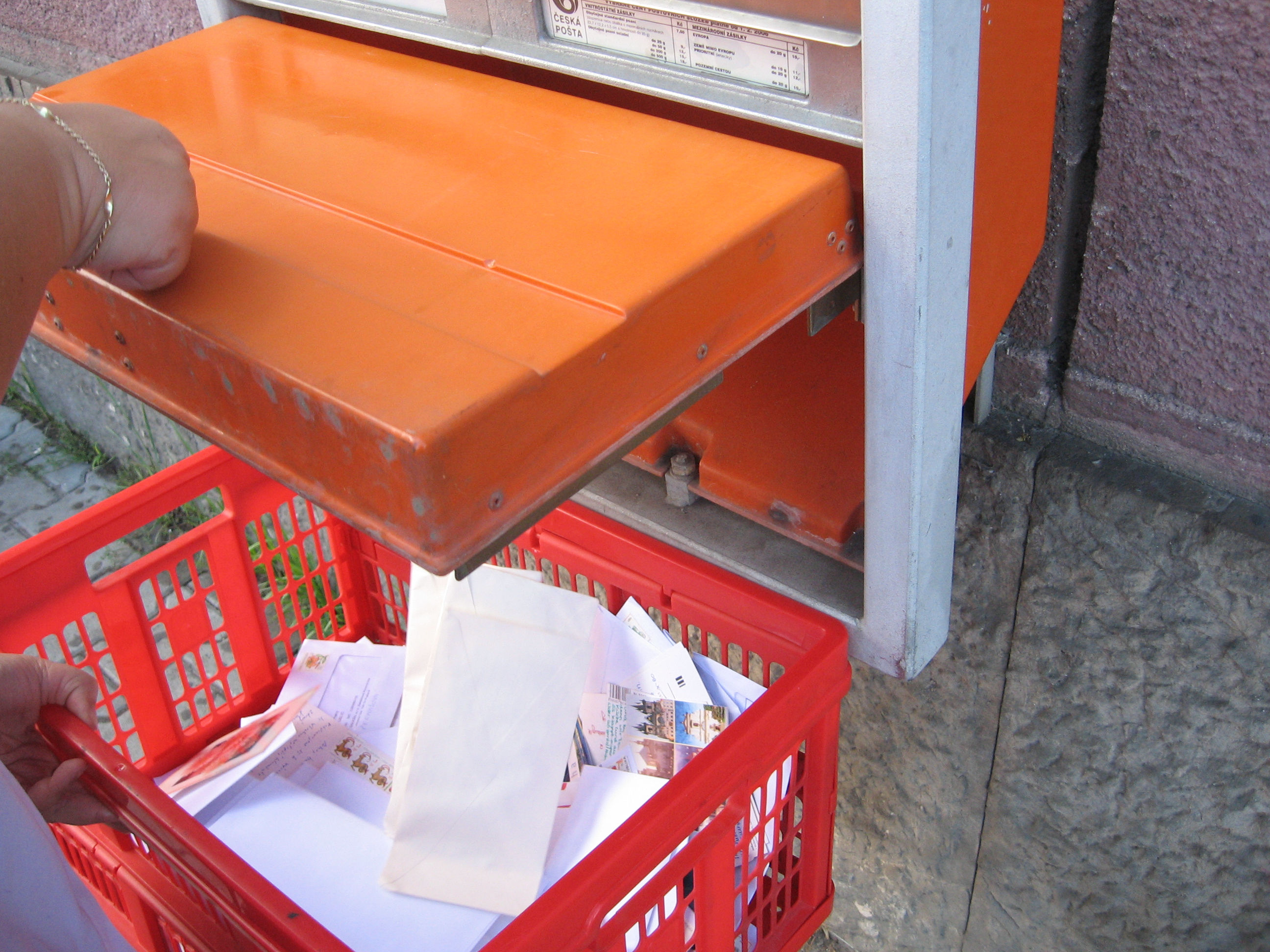
Vybírání poštovní schránky pracovníkem pošty

Při rozmisťování poštovních schránek se vychází ze Základních kvalitativních požadavků vydaných Českým telekomunikačním úřadem na základě § 23 ods. 3 písm. a) zákona č. 29/2000 Sb., o poštovních službách. Základní kvalitativní požadavky byly stanoveny rozhodnutím o udělení poštovní licence (naposledy rozhodnutím z 5. prosince 2008 na roky 2009–2012) a zveřejňují se v Poštovním věstníku. Podle § 2 Základních kvalitativních požadavků schránky musejí být přístupné bez neúměrných komplikací, v každém sídelním celku majícím nejvýše tisíc obyvatel musí být alespoň jedna poštovní schránka, v sídelních celcích do 10 000 obyvatel musí na každých i započatých 1000 obyvatel připadat jedna schránka, pokud nejsou splněny požadavky platné pro větší sídla, v sídelním celku s více než 10 000 obyvateli není stanoven počet, ale vzdálenost, která z žádného místa v sídelním celku (s výjimkou okrajových částí s podstatně nižší hustotou zástavby) nemá přesahovat 750 m, v místech s vysokou hustotou osídlení musí počet schránek řádně uspokojovat potřeby veřejnosti. Na požádání musí podnik zajistit schránku i mimo sídelní celek v místě, kde po dobu nejméně jednoho měsíce nastane velká koncentrace osob. Rozmisťování, obsluhu a údržbu poštovních schránek na území České republiky zajišťuje Česká pošta s. p.. V prosinci 2008 uvedla Česká pošta, že celkový počet poštovních schránek v ČR je 15 517 (úplný seznam uvádí 30 608 položek, ale mnohé schránky jsou zde uvedeny dvojmo, například zvlášť pro sobotní výběr).

### Vybírání schránek
Každá poštovní schránka musí být vybírána každý pracovní den. V sídelním celku s více než 10 000 obyvateli musí být nejpoužívanější část schránek vybírána i v sobotu a v sídelním celku s více než 100 000 obyvateli a v sídle kraje musí být zajištěno vybírání nejpoužívanějších schránek i o nedělích a svátcích, po nichž následuje pracovní den. V sídelním celku s více než 250 000 obyvateli musí být alespoň část schránek vybírána každý den ve 24 hodin (kromě těch nedělí či svátků, po nichž nenásleduje pracovní den).

### Současné schránky
Od 90. let dvacátého století byly plechové poštovní schránky Československé pošty (v tehdejší jednotné korporátní barevné kombinaci modrá dvířka + oranžový korpus) postupně nahrazovány novými sklolaminátovými (výrobce Variel a. s., Zruč nad Sázavou – bývalý odštěpný závod Montážního podniku spojů Praha, který mj. dodával i telefonní hovorny pro SPT Telecom), v barevné kombinaci oranžová + stříbrná pro odesílanou poštu (podací schránky, vybírané pracovníkem pošty) a modrá + stříbrná pro příchozí poštu (listovní dodací schránky, vybírané příjemcem). 
- Podací schránky se dodávají v typech SL I a SL II (liší se velikostí) a tvoří je stojan pro upevnění na betonový základ nebo držák pro montáž na zeď, kovový rám, sklolaminátové tělo schránky a vhoz z hliníkové slitiny.
- Listovní dodací schránky jsou označovány SL III a vyrábějí se ve velikostních variantách SL III/2, SL III/3, SL III/4, SL III/8 jako doručovací, nebo jako SL III/O coby odkládací. Vnitřní prostor u nich je rozdělen přepážkami na prostory jednotlivých adresátů, číslo za lomítkem označuje počet přihrádek. Listovní doručovatel má klíč, který umožní odklopit celou přední stěnu, adresáti mají klíče, které umožní otevřít jen jejich vlastní přihrádku.

## Galerie

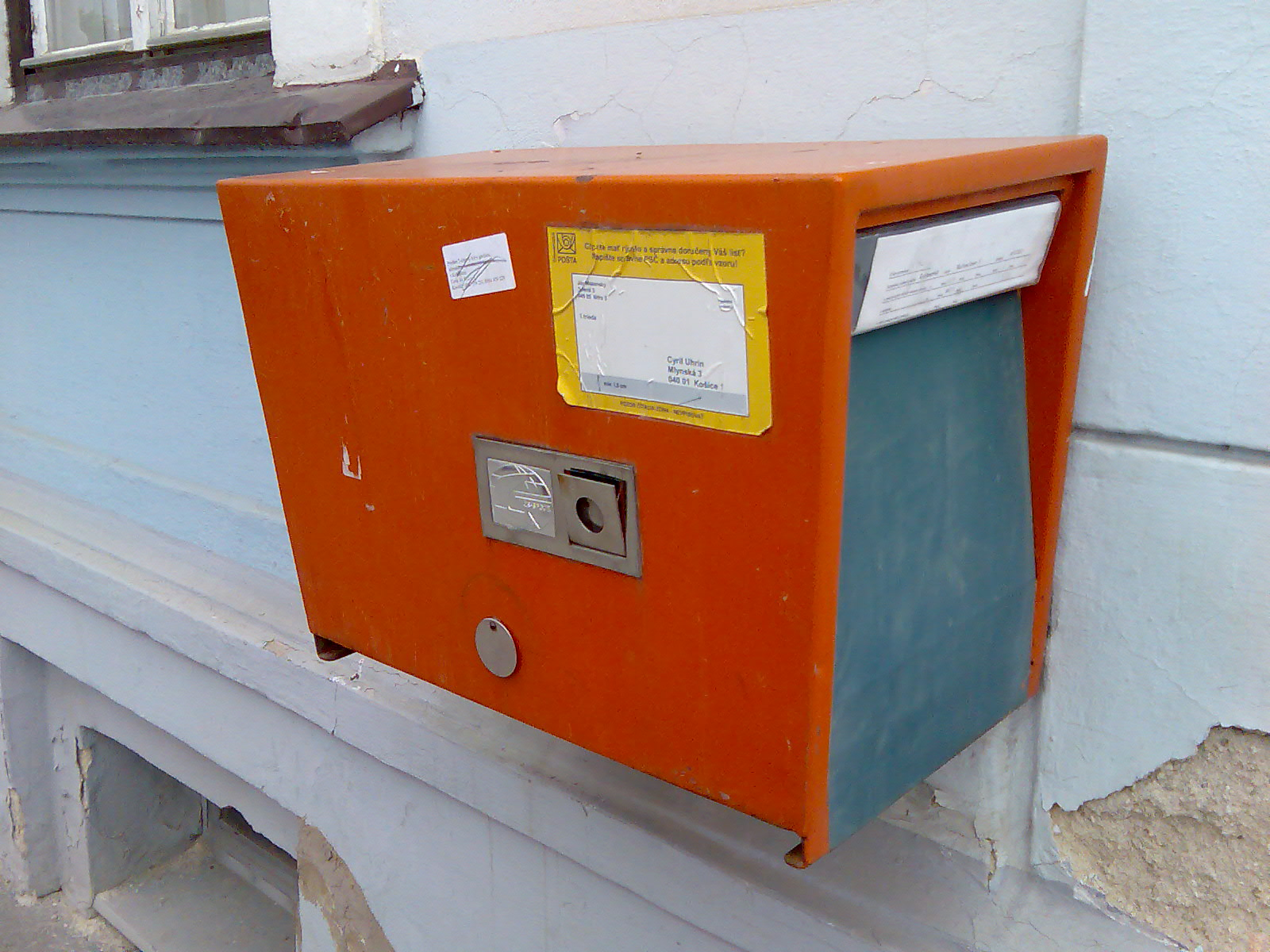
Historická poštovní schránka z dob Československa
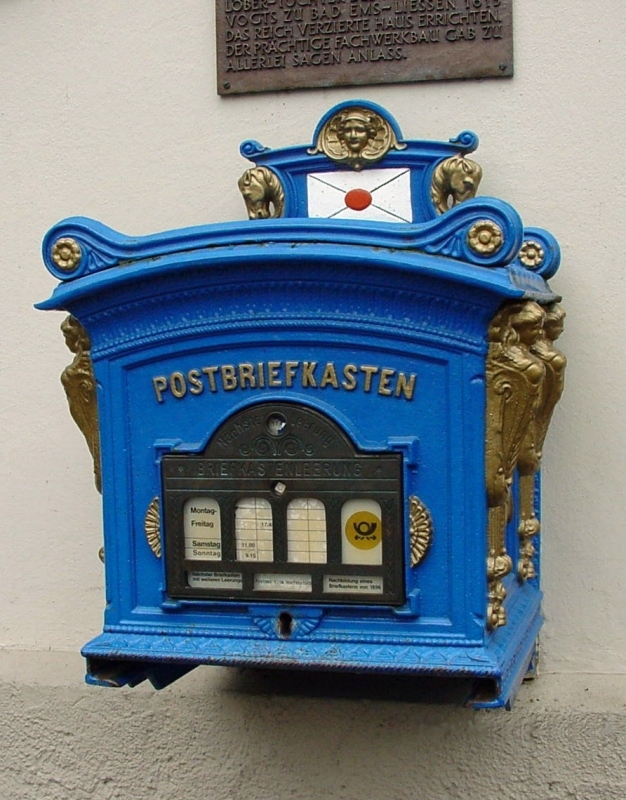
Historická schránka v německém Idsteinu
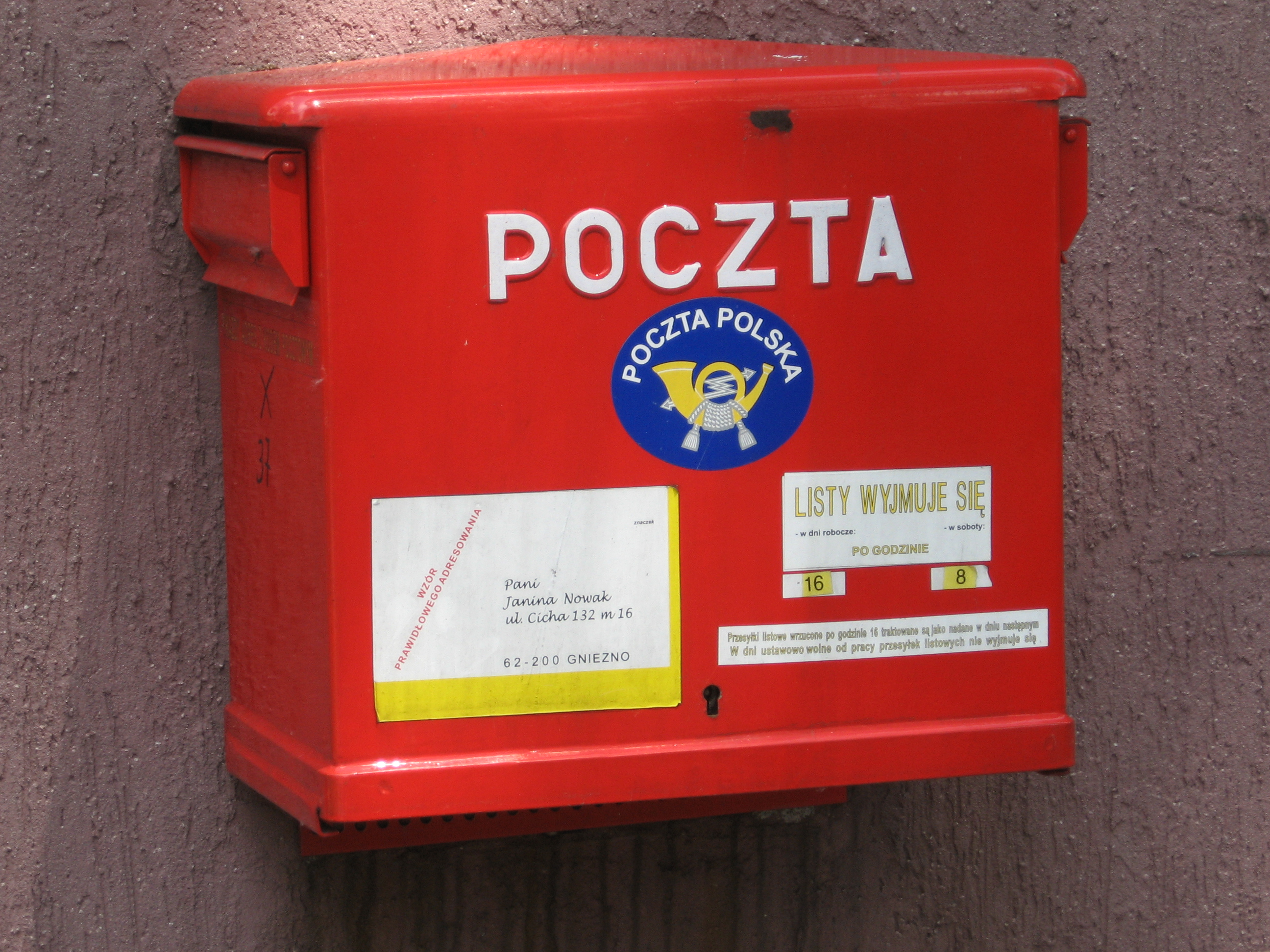
Polská poštovní schránka
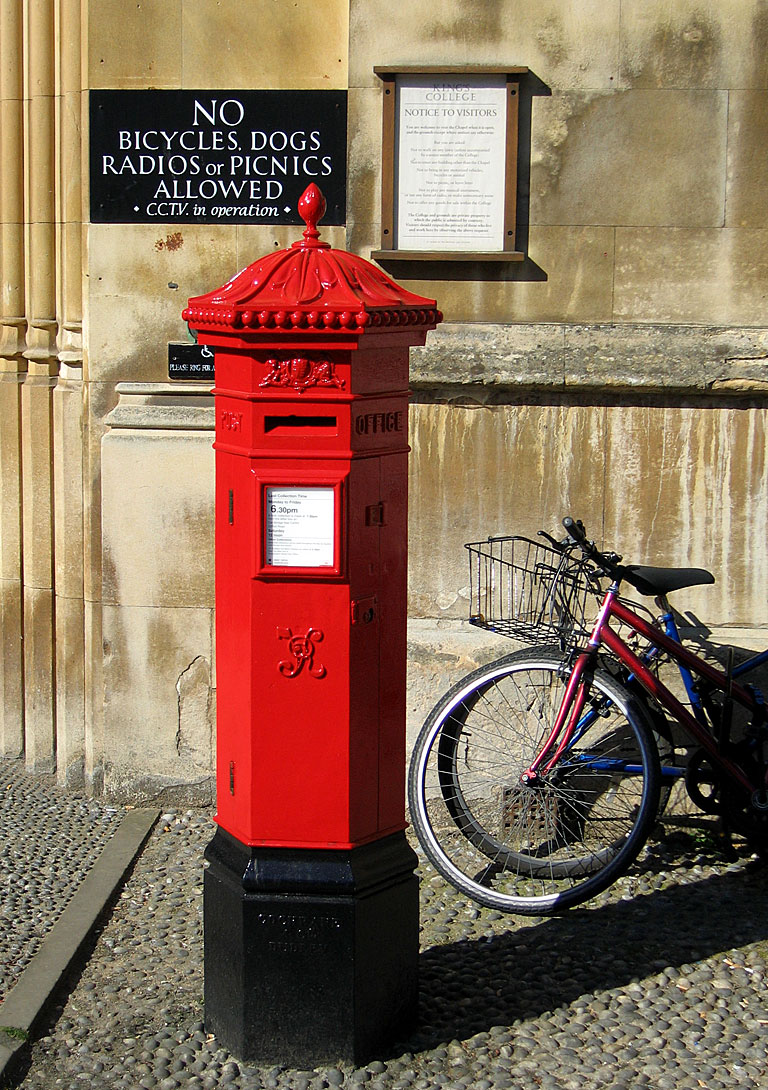
Anglický „pillar box“
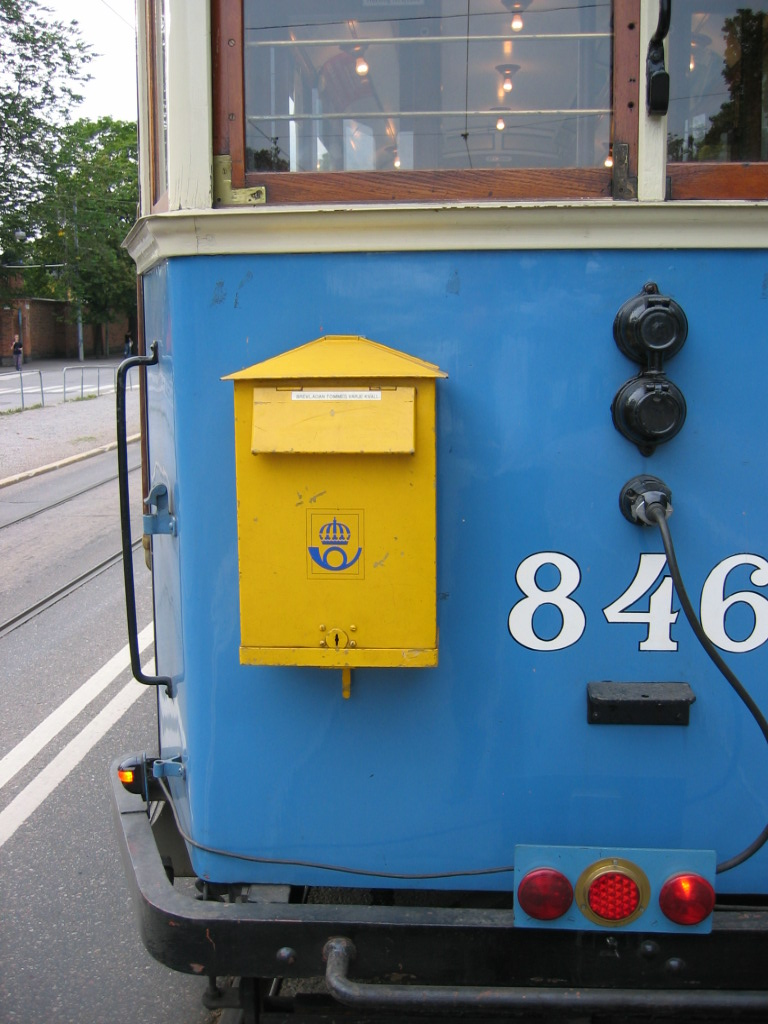
Schránka na tramvaji ve Stockholmu
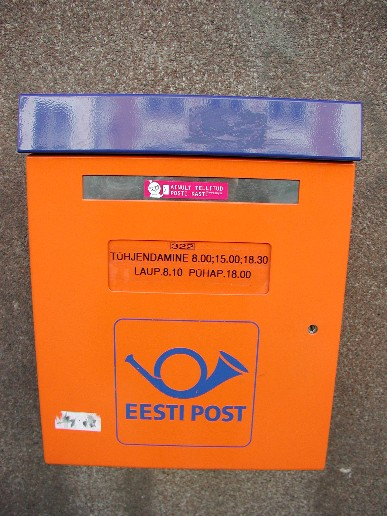
V Estonsku jsou schránky oranžové jako v Česku
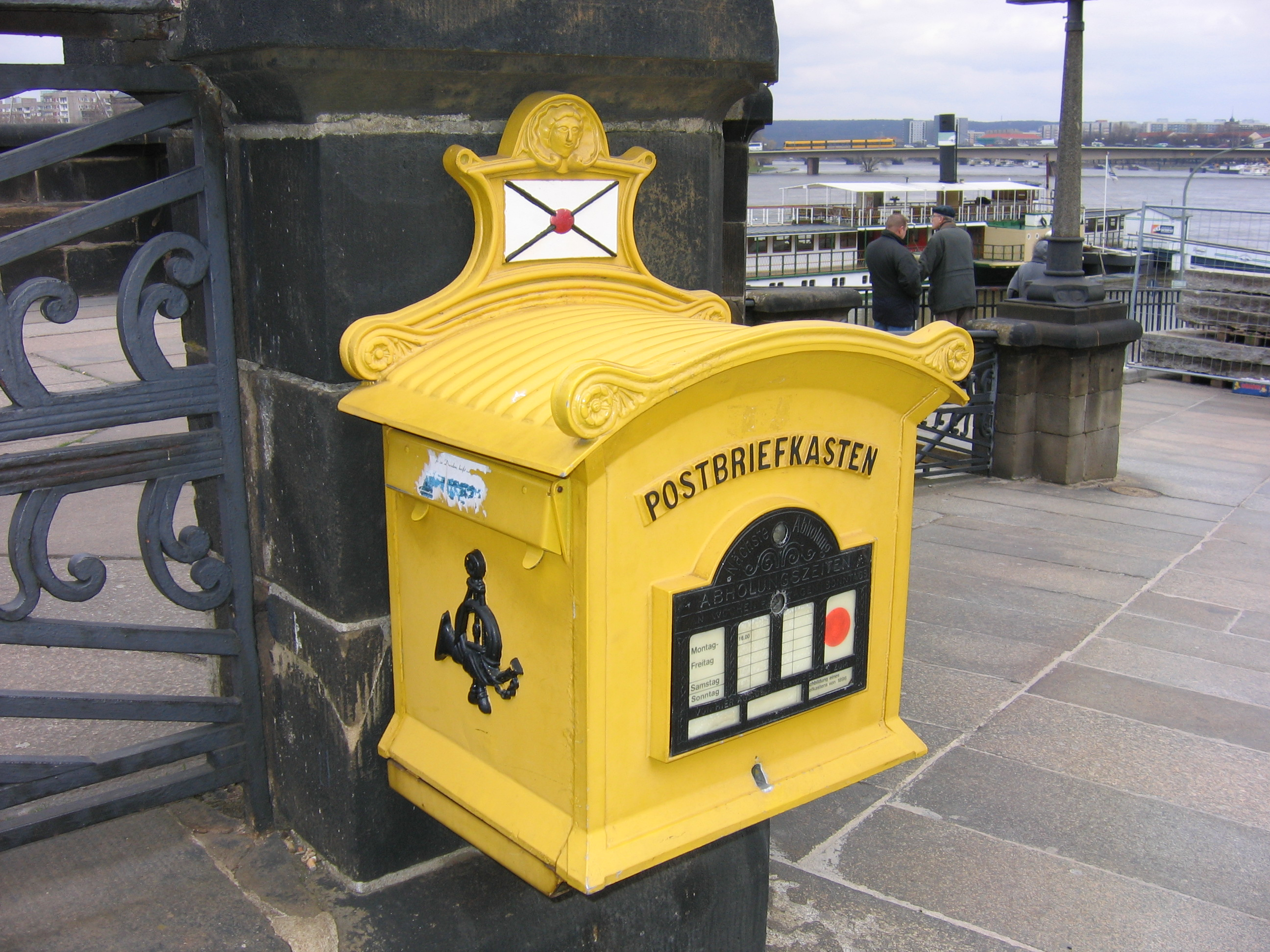
Stará schránka v Drážďanech
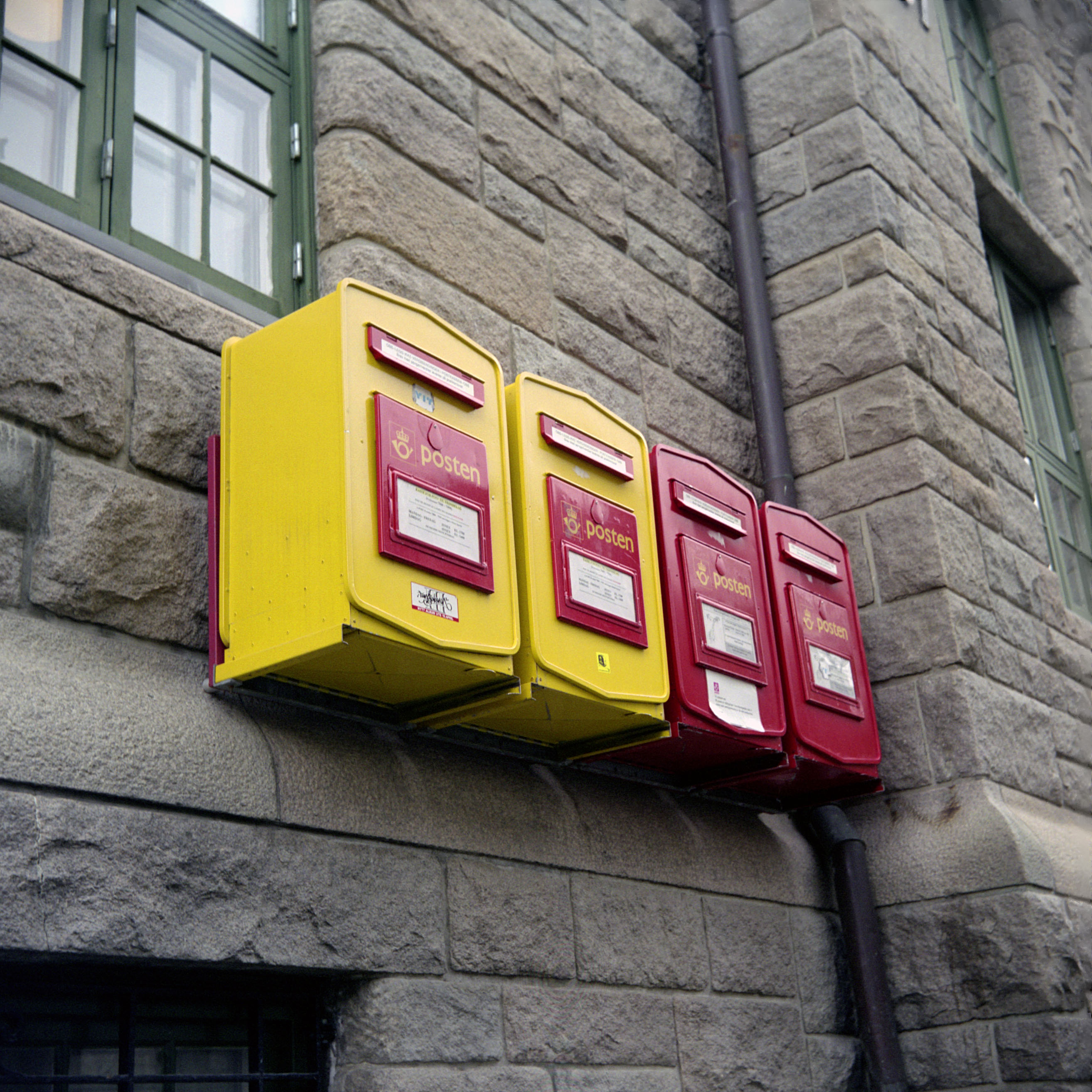
V Norsku jsou žluté schránky pro místní zásilky, červené pro zbytek
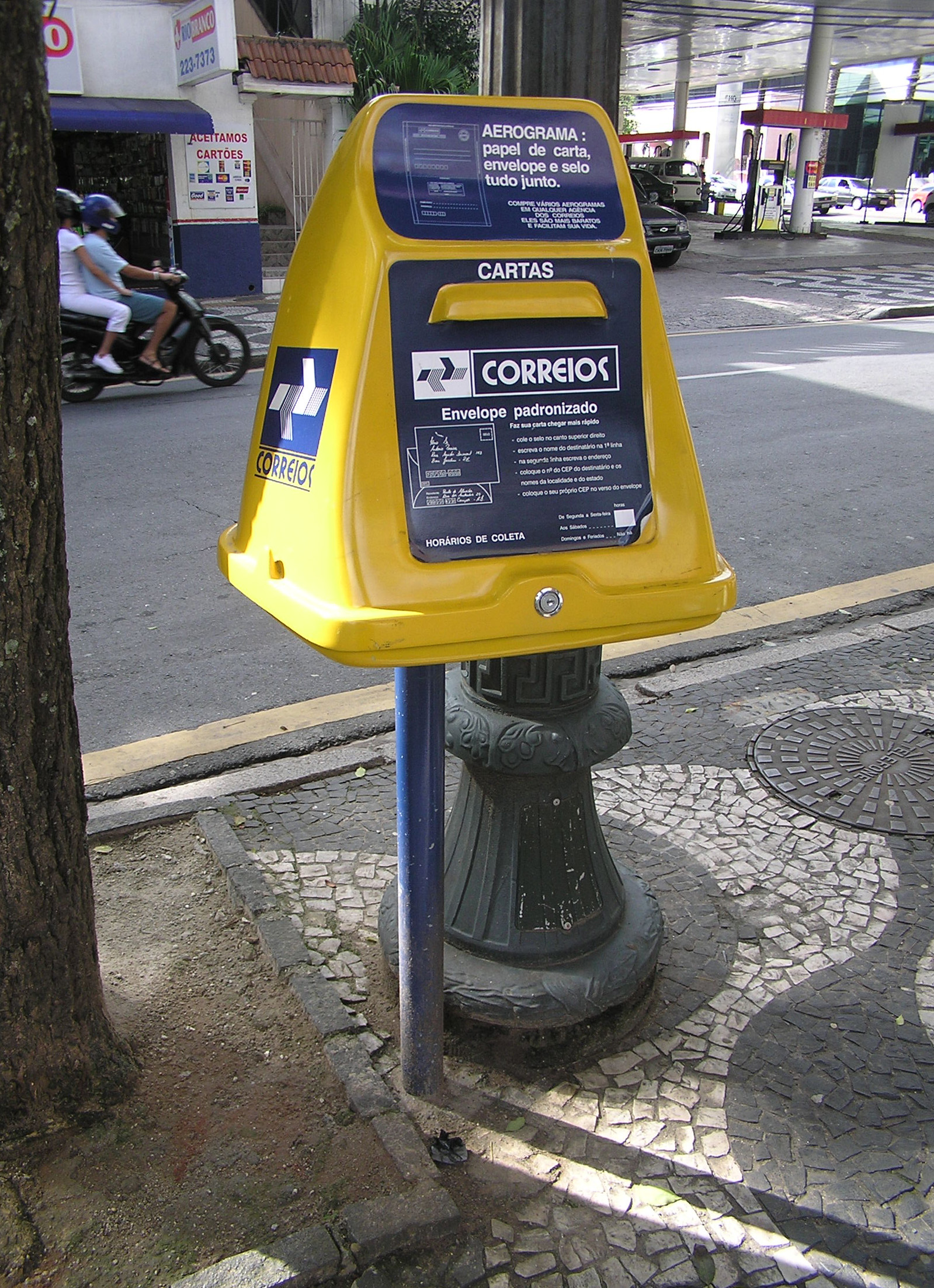
Brazilská moderní schránka
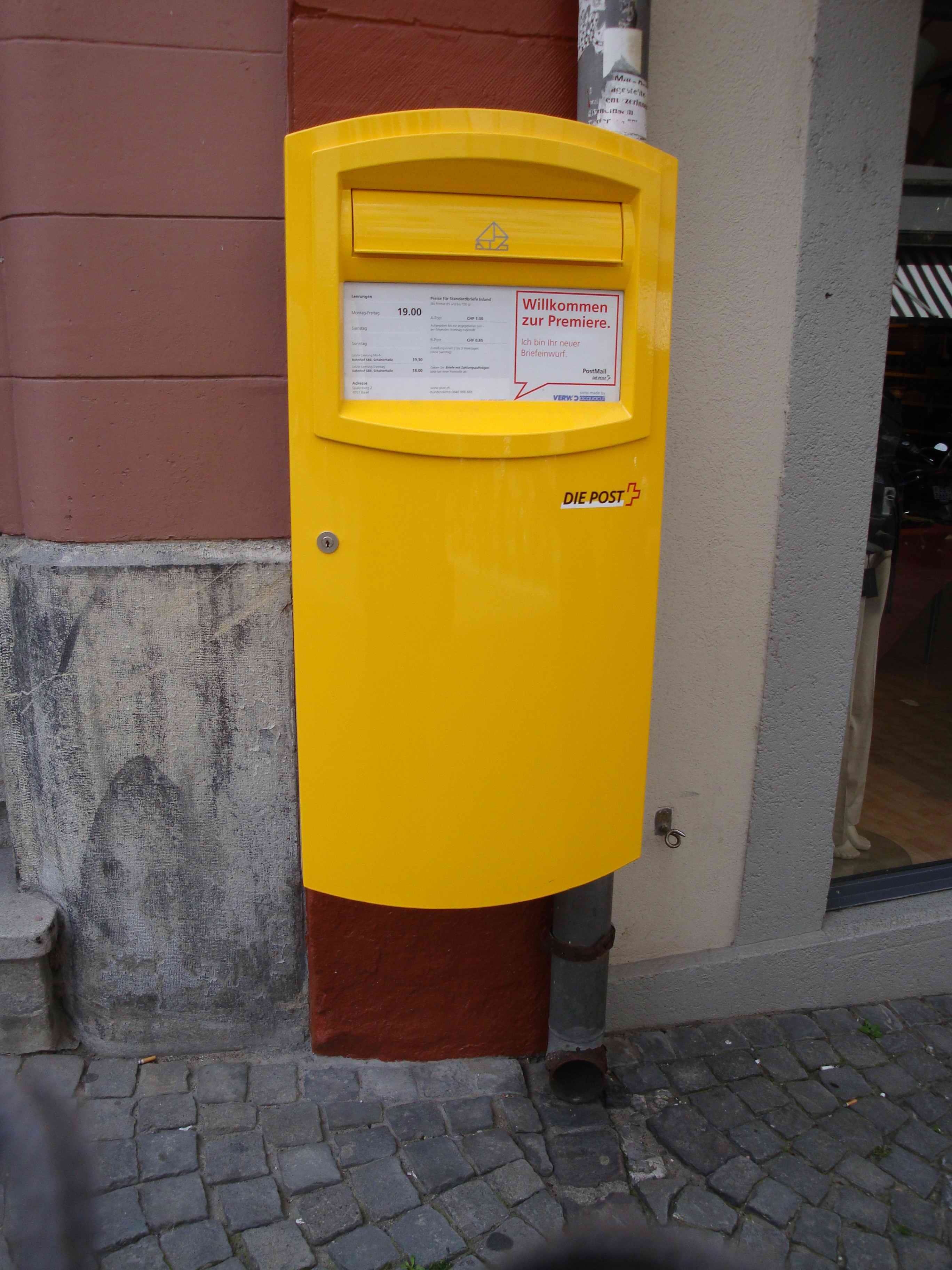
Poštovní schránka Švýcarsko, Bern
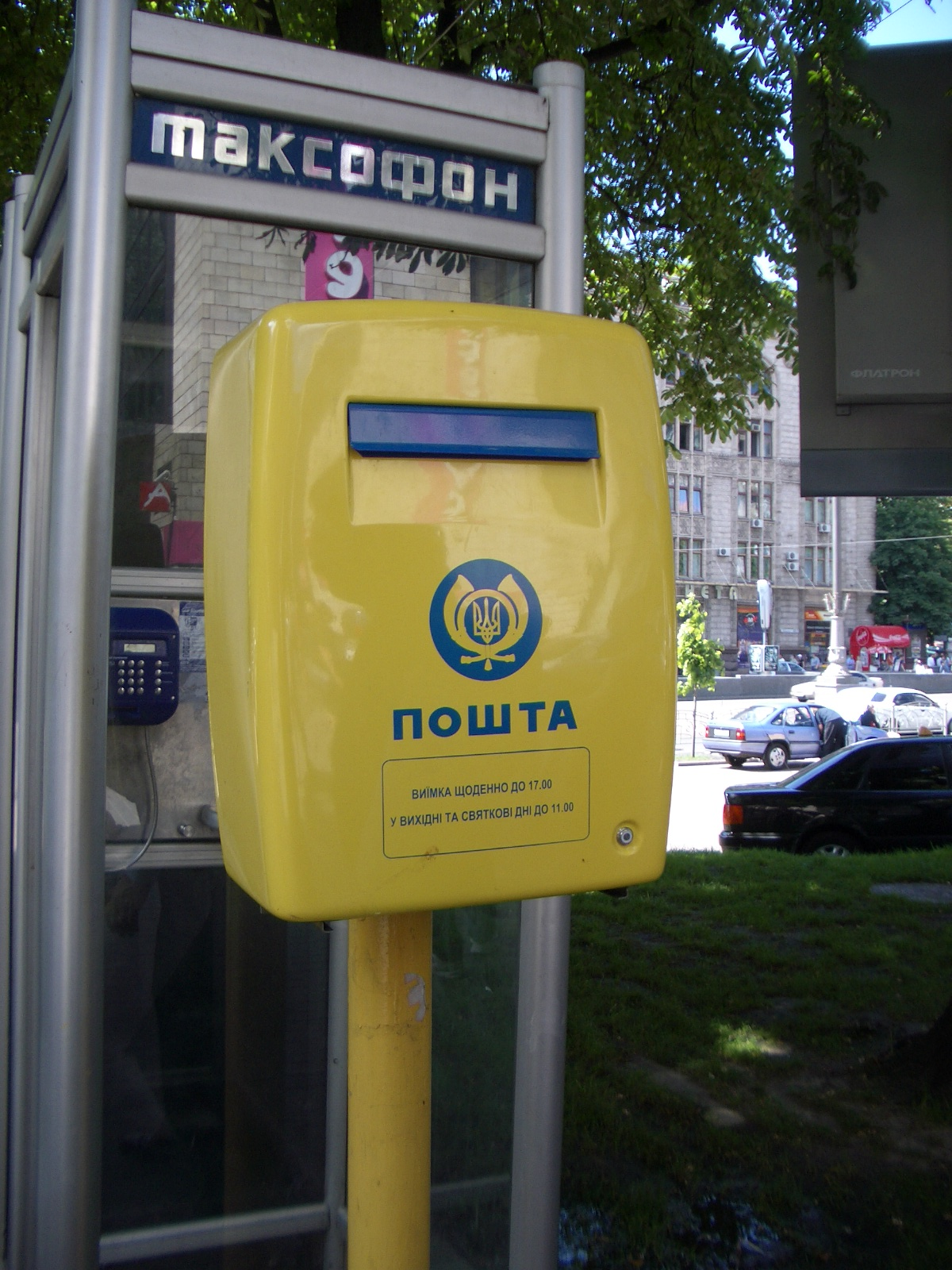
Poštovní schránka Ukrajina, Kijev